# Blowin' in the Wind
«Blowin' in the Wind» es una canción del músico estadounidense Bob Dylan, lanzada como "single" en 1962 e incluida en su álbum de estudio The Freewheelin' Bob Dylan en 1963. Aunque ha sido descrita como una canción protesta, posee una serie de preguntas retóricas sobre temas como la paz, la guerra y la libertad. El verso «The answer, my friend, is blowin' in the wind» —en español: «La respuesta, amigo mío, está soplando en el viento»— ha sido descrito como «impenetrable y ambiguo: o bien la respuesta es tan obvia que está justo en tu cara, o la respuesta es tan intangible como el viento».
En 1994, la canción fue incluida en el Salón de la Fama de los Grammy. En 2004, fue elegida la 14.ª mejor canción de todos los tiempos según la revista Rolling Stone. 

## Composición
Dylan escribió originalmente la canción y la interpretó como una canción de dos estrofas. Su primera aparición en público tuvo lugar en el Gerde's Folk City el 16 de abril de 1962, de la cual existen grabaciones. Poco después de esta actuación, Dylan agregó una nueva estrofa. Algunas versiones de la letra invierten el orden de la segunda y tercera estrofas, aparentemente porque Dylan simplemente añadió la estrofa central en su manuscrito original, en lugar de escribir uno nuevo con las estrofas en el orden correcto. La canción fue publicada por primera vez en mayo de 1962 en el sexto volumen de Broadside, una revista fundada por Pete Seeger y dedicada a canciones folk.
La temática pudo haber sido tomada de un pasaje del libro Bound for Glory, donde Woody Guthrie compara su sensibilidad política con periódicos volando en los vientos de las calles y callejones de Nueva York. Dylan estaba familiarizado con el trabajo de Guthrie y la lectura de este libro había sido un importante punto de inflexión en su desarrollo intelectual y político.
En junio de 1962, «Blowin' in the Wind» fue publicada en la revista Sing Out! acompañada de un comentario de Dylan:

«No hay mucho que decir sobre esta canción, excepto que la respuesta está soplando en el viento. No está en ningún libro o en una película o en un programa de televisión o en un grupo de discusión. Está en el viento, y está soplando en él. Muchas de estas personas me dicen dónde está la respuesta pero no voy a creerme eso. Sigo diciendo que está en el viento y al igual que un trozo inquieto de papel tiene que bajar un poco... Pero el único problema es que nadie recoge la respuesta cuando baja, por lo que no mucha gente llega a ver y saber... y luego se va volando. Sigo diciendo que algunos de los más grandes criminales son los que giran la cabeza cuando ven algo malo y saben que es malo. Solo tengo 21 años y sé que ha habido demasiados... Vosotros, gente mayor de 21, sois mayores e inteligentes».

Dylan grabó «Blowin' in the Wind» el 9 de julio de 1962 para su inclusión en su segundo álbum, The Freewheelin' Bob Dylan, publicado en mayo de 1963.
En las notas del recopilatorio The Bootleg Series Volumes 1–3 (Rare & Unreleased) 1961–1991, John Bauldie escribió que fue Pete Seeger quien identificó por primera vez la melodía de «Blowin' in the Wind» como una adaptación del tema góspel «No More Auction Block». Según el libro de Alan Lomax, The Folk Songs of North America, la canción tiene su origen en Canadá y fue cantada por los antiguos esclavos que huyeron del país después de que Gran Bretaña aboliese la esclavitud en 1833. En 1978, Dylan reconoció la fuente cuando le dijo al periodista Marc Rowland: «“Blowin' in the Wind” siempre fue un tema espiritual. Salió de una canción llamada “No More Auction Block”. Es un tema espiritual y “Blowin' in the Wind” sigue el mismo sentimiento». Una actuación en directo de «No More Auction Block» fue grabada en el Gaslight Cafe en octubre de 1962 y publicada en The Bootleg Series Volumes 1–3 (Rare & Unreleased) 1961–1991.
«Blowin' in the Wind» ha sido descrita como un himno del movimiento por los derechos civiles de la década de 1960. En el documental de Martin Scorsese No Direction Home, Mavis Staples expresó su asombro al escuchar por primera vez la canción, y dijo que no podía entender cómo un hombre blanco podía escribir a lo que capturaba la frustración y las aspiraciones de la gente negra de forma tan poderosa. Sam Cooke también se mostró profundamente impresionado por la canción y comenzó a interpretarla en directo. Una versión fue incluida en el álbum Live at the Copacabana en 1964. Poco antes, escribió a modo de respuesta «A Change Is Gonna Come», grabada el 24 de enero de 1964.
La canción fue versionada por primera vez por Chad Mitchell Trio, aunque la compañía discográfica retrasó su publicación y fue adelantado por Peter, Paul and Mary, quienes estaban representados por el mánager de Dylan, Albert Grossman. El sencillo obtuvo un notable éxito comercial al vender 300 000 copias en su primera semana a la venta. El 17 de agosto de 1963 entró en el puesto dos de la lista de pop de Billboard, con unas ventas que superaban el millón de copias vendidas. 
El periodista Andy Gill escribió: «“Blowin' in the Wind” marcó un gran salto en la composición de Dylan. Antes de esto, esfuerzos como “Ballad of Doland White” y “The Death of Emmett Till” habían sido composiciones bastante simplistas. “Blowin' in the Wind” era diferente: por primera vez, Dylan descubrió la eficacia de pasar de lo particular a lo general. Mientras que “The Ballad of Donald White” se volvió redundante después de la ejecución del hombre, una canción tan vaga como “Blowin' in the Wind” podía aplicarse a cualquier tema sobre la libertad. Sigue siendo la canción con la que el nombre de Dylan está más estrechamente vinculada, y salvaguarda su reputación como un libertario civil a través de cualquier número de cambios en estilo y actitud».

## Falsa acusación de plagio
Antes de que Dylan obtuviese un mayor reconocimiento musical, surgió una falsa acusación de plagio según la cual la canción había sido escrita por un estudiante llamado Lorre Wyatt. La acusación fue publicada en Newsweek en noviembre de 1963, y según la misma, varios miembros de la escuela de Wyatt en Nueva Jersey comentaron haberle escuchado cantar la canción y reclamar su autoría un año después de que fuese publicada por Dylan. Wyatt llegó a comentar a un maestro que la había vendido por 1 000 dólares y que había donado el dinero a la caridad, cuando le preguntaron por qué había dejado de tocarla.
Sin embargo, la reclamación por plagio se demostró que era falsa. Wyatt había cantado la canción antes de hacerse famosa, pero después de aparecer publicada y acreditada a Dylan en la revista Broadside. Wyatt explicó finalmente su engaño a la revista New Times Magazine en 1974. Wyatt atribuyó su mentira al pánico por no demostrar su talla como compositor en el grupo de folk de la escuela, The Millburnaires.

## Cultura popular
En la película "La guía del autoestopista galáctico (2005)", se propone la primera línea de la canción («How many roads must a man walk down before you call him a man?» - en español: «¿cuántos caminos debe recorrer un hombre antes de que lo llames un hombre?») como pregunta para la respuesta definitiva.
La canción aparece en uno de los episodios de la séptima temporada de la serie animada Los Simpson, Mother Simpson. Asimismo, otro episodio perteneciente a la décima temporada de dicha serie hace referencia al nombre de este tema (D'oh-in' in the Wind).
En Mario + Rabbids Kingdom Battle en el nivel "Templo de Bwahmanweewee", Beep-0 hace una parodia de esta canción en la versión inglesa.
El canto "Sabemos que vendrás" de la liturgia católica, utiliza la línea melódica de esta canción.Saber Que Vendrás · Grupo de Renovación y Alabanza

## Versión de Marianne Faithfull
La cantante británica Marianne Faithfull grabó su propia versión de «Blowin' in the Wind» después de haber hecho una gira encabezada por Freddie & the Dreamers entre septiembre y octubre de 1964. Formó parte de su segundo sencillo junto con «House of the Rising Sun» como lado B. Ambas canciones fueron dirigidas musicalmente por David Whitaker bajo la producción de Andrew Loog Oldham.
Se lanzó el 23 de octubre de 1964, el mismo día que la canción fue presentada en el programa de televisión Ready Steady Go!.
Aunque el sencillo no perteneció a ningún álbum de estudio de la cantante, en 1991 fue añadido como pista adicional en la primera edición en CD del álbum Come My Way y en varios álbumes compilatorios.